# Aquilonastra cepheus
Aquilonastra cepheus är en sjöstjärneart som först beskrevs av Müller och Franz Hermann Troschel 1842.  Aquilonastra cepheus ingår i släktet Aquilonastra och familjen Asterinidae. Inga underarter finns listade i Catalogue of Life.